# 國立和美實驗學校
24°06′17″N 120°29′28″E / 24.1046921°N 120.4910771°E
國立和美實驗學校（簡稱和美實校、和實），是位於彰化縣和美鎮的一所特殊學校，前身為國立彰化仁愛實驗學校。於1968年創校，最初設置國小部及國中部，招收肢體障礙學生。目前特教部每年級設有幼稚部1班，國小部1班，國中部3班，招收肢體障礙學生；高職部分為綜合職能科1班，招收智能障礙學生，實用技能科3班（含美工組、商業組及家政組），招收肢體障礙學生；高中部每年級包含普通班3班及體育班1班，採融合教育，同時招收一般高中生與肢體障礙學生。截至2013年9月，學生人數約760人。

## 簡史
- 1967年：核准籌設創校臺灣省立彰化仁愛實驗學校，以肢體障礙為主之特殊需求學生。
- 1968年：正式招生國小部暨國中部新生。
- 1981年：增設高職部美工科。
- 1986年：增設幼稚園部。
- 1988年：增設高職部家政科。
- 1996年：增設高職部實用技能科，朝向融合式完全學校發展。
- 2000年：改制為國立彰化仁愛實驗學校。
- 2001年：幼稚部招收普通幼兒進行融合教育。
- 2002年：高職部招收一般體育成績優良學生，進行融合教育。
- 2005年：正式更名為國立和美實驗學校，增設高中部普通科每年開設三班。
- 2011年：增設高職部綜合職能科。
- 2012年：學生在身心障礙運動會及全中運共榮獲36金，打破校史紀錄。

## 外部連結
- 國立和美實驗學校（页面存档备份，存于）